# بوم (خواننده)
لی مین هو (کره‌ای: 이민호؛ زادهٔ ۱۰ مه ۱۹۸۲) که بیشتر با نام هنری بوم (کره‌ای: 붐) شناخته می‌شود، خواننده، رپر، بازیگر، مجری تلویزیون و مجری رادیو اهل کره جنوبی است. او در برنامه‌های تلویزیونی مختلفی حضور داشته‌است.
از فیلم‌ها یا برنامه‌های تلویزیونی که وی در آن نقش داشته‌است می‌توان به قلب قوی اشاره کرد.